# Sebastian Kawa
Sebastian Piotr Kawa (ur. 15 listopada 1972 w Zabrzu) – polski lekarz, pilot szybowcowy i żeglarz sportowy, osiemnastokrotny mistrz świata w konkurencjach szybowcowych, wielokrotny rekordzista świata w szybownictwie, od wielu lat w czołówce światowego rankingu pilotów szybowcowych, najbardziej utytułowany pilot szybowcowy w historii.
Początkowo uprawiał żeglarstwo (Cadet, Optymist i 420). Wielokrotny mistrz Polski, zwycięzca spartakiady młodzieżowej. Uczestniczył też w mistrzostwach świata i dwukrotnie Europy pływając w klasie Cadet.
Członek Aeroklubu Bielsko-Bialskiego. W latach 2003–2013 zdobył sześciokrotnie tytuł mistrza świata w szybownictwie (nie licząc mistrzostw Grand Prix), trzykrotnie (w kolejnych trzech pierwszych mistrzostwach Grand Prix) tytuł mistrza świata Grand Prix (wyścigi szybowcowe) i pięciokrotnie mistrza Europy. Wielokrotny lider światowej listy rankingowej pilotów. Były rekordzista świata. Obecny mistrz świata w klasie 15 m i Standard.
Znaczącą część tych sukcesów odniósł startując na szybowcach polskiej konstrukcji (PW-5, Brawo i Diana 2).
Sebastian Kawa jest także znany z wielu publikacji webowych i filmów popularyzujących szybownictwo.
Współautor książki Polskie Szybowce 1945-2011. Problemy rozwoju.
Autobiografia i zaawansowany podręcznik szybownictwa sportowego Niebo pełne Żaru (tytuł równolegle wydanej wersji angielskiej – Sky Full of Heat) Sebastiana Kawy została opublikowana w grudniu 2012.

## Życiorys

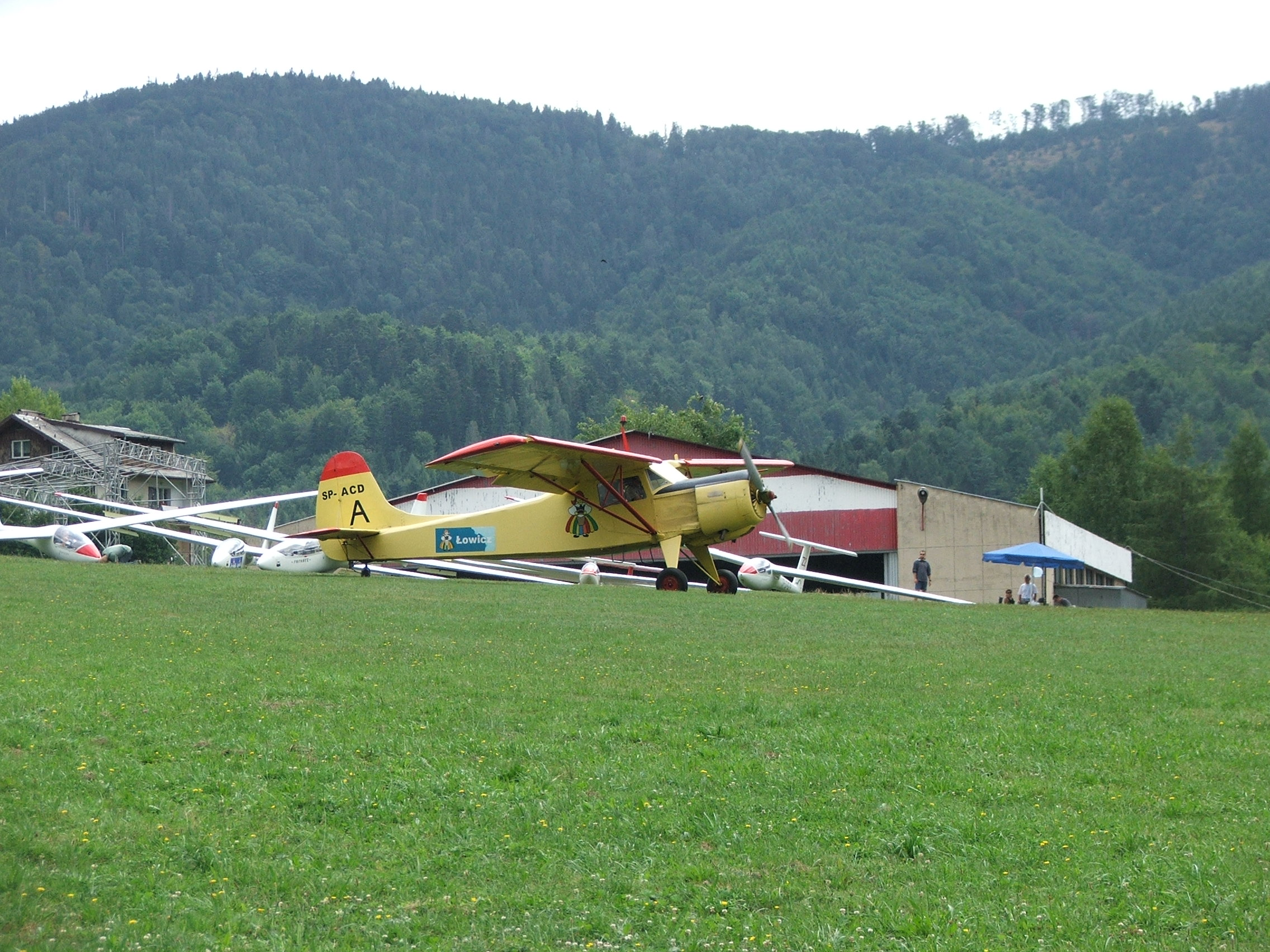
Samolot holujący i szybowce przed hangarem Górskiej Szkoły Szybowcowej „Żar”

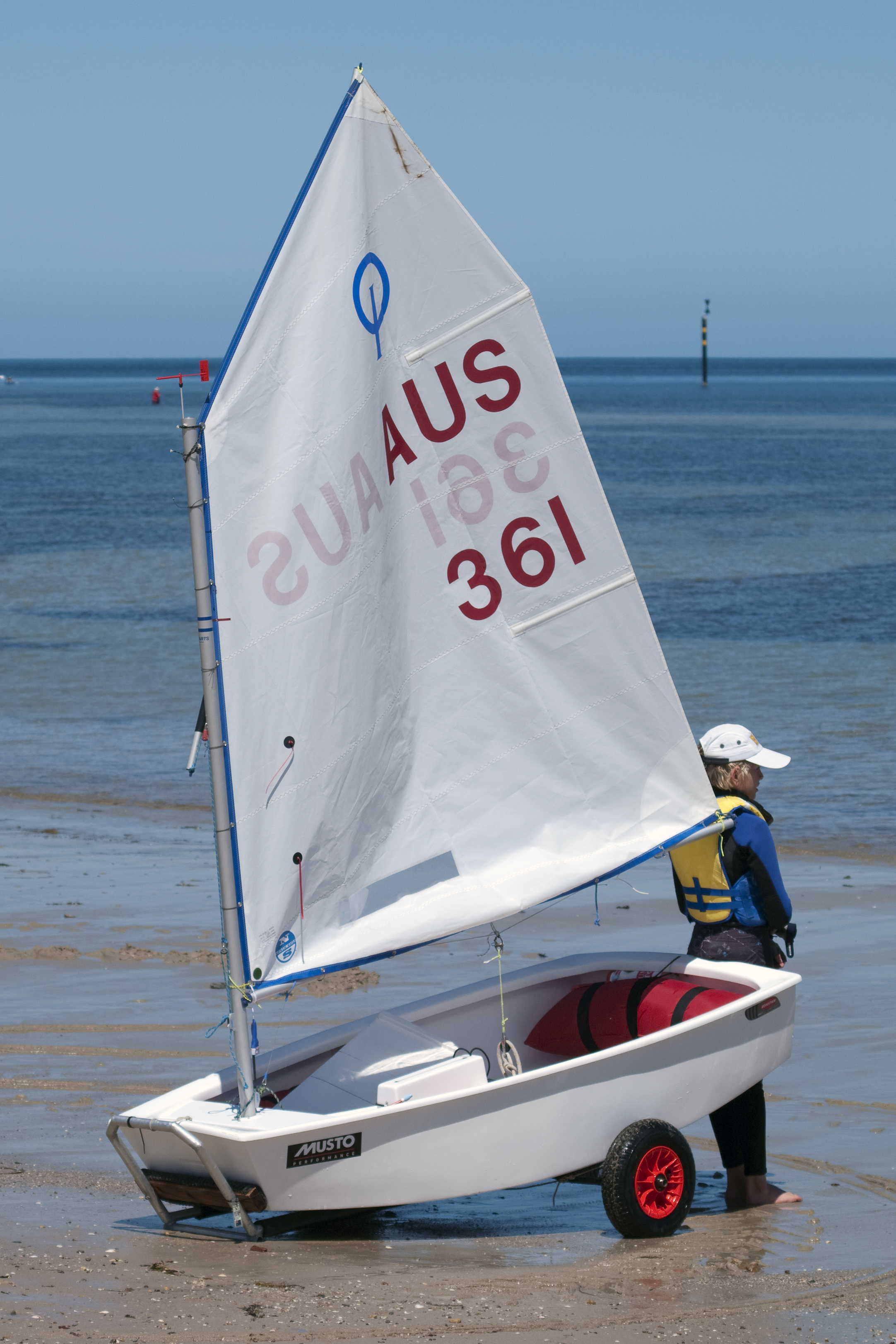
Optymist – międzynarodowa klasa, w której Sebastian Kawa zaczął w wieku 8 lat swoją zawodniczą karierę żeglarską

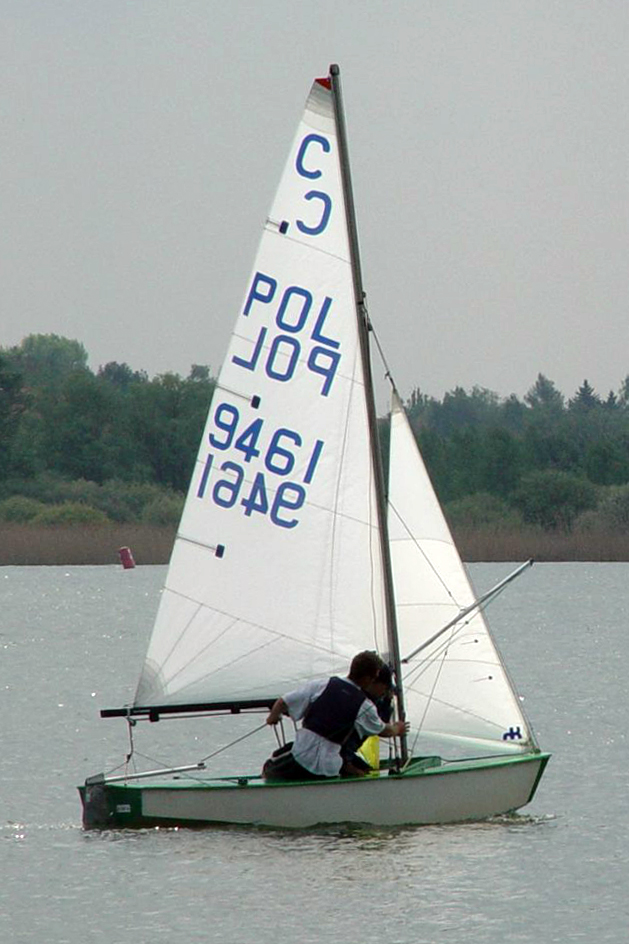
Cadet – międzynarodowa klasa zawodnicza, naturalny krok w treningu młodszych żeglarzy w prowadzeniu i regatach w łodzi dwuosobowej z pełnym zestawem żagli – grot, fok, spinaker. W klasie rozgrywane są Mistrzostwa Świata (tylko juniorów)

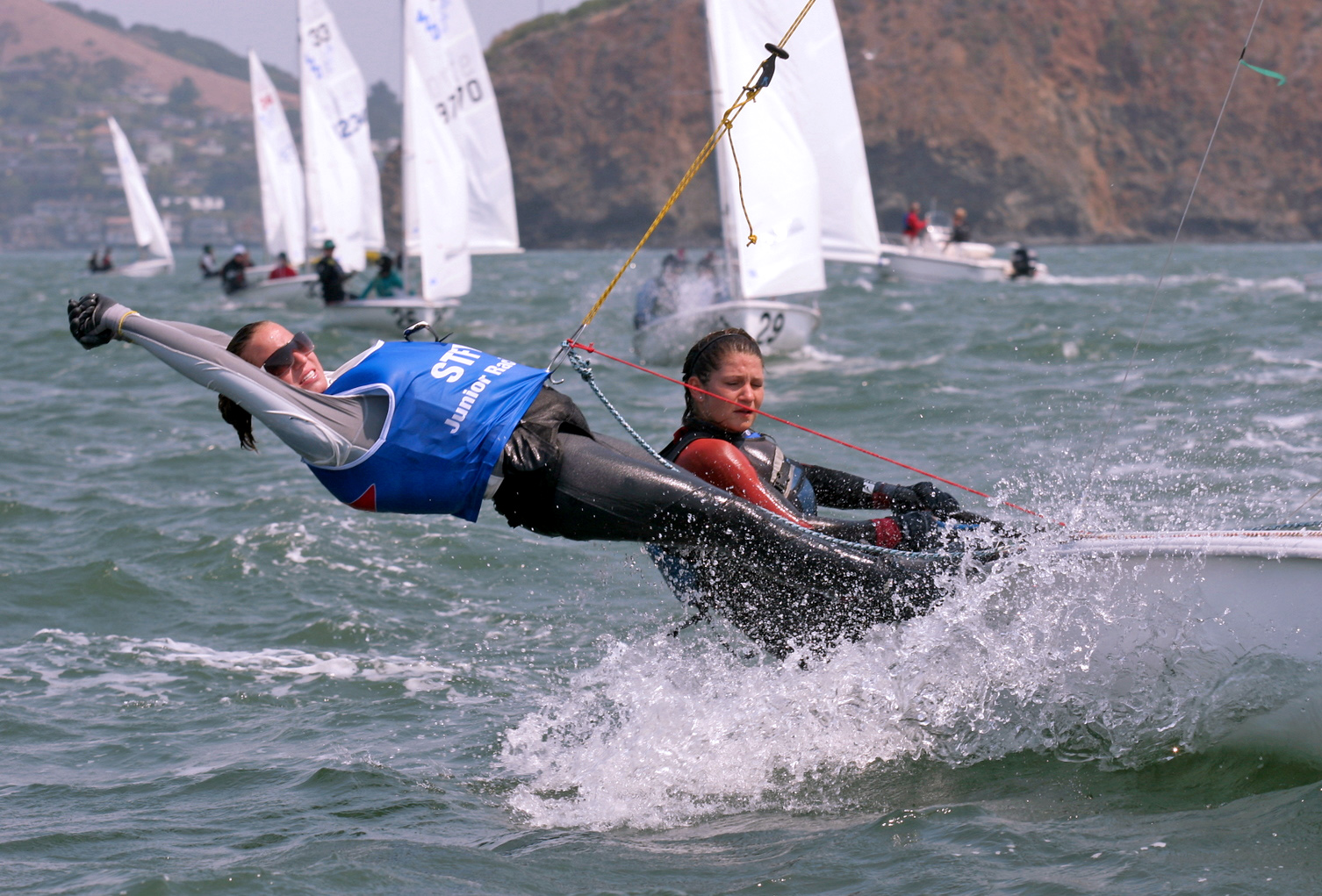
420 – międzynarodowa klasa wysokowyczynowych jachtów regatowych dla juniorów, widziana też jako trening do startowania w olimpijskiej klasie 470

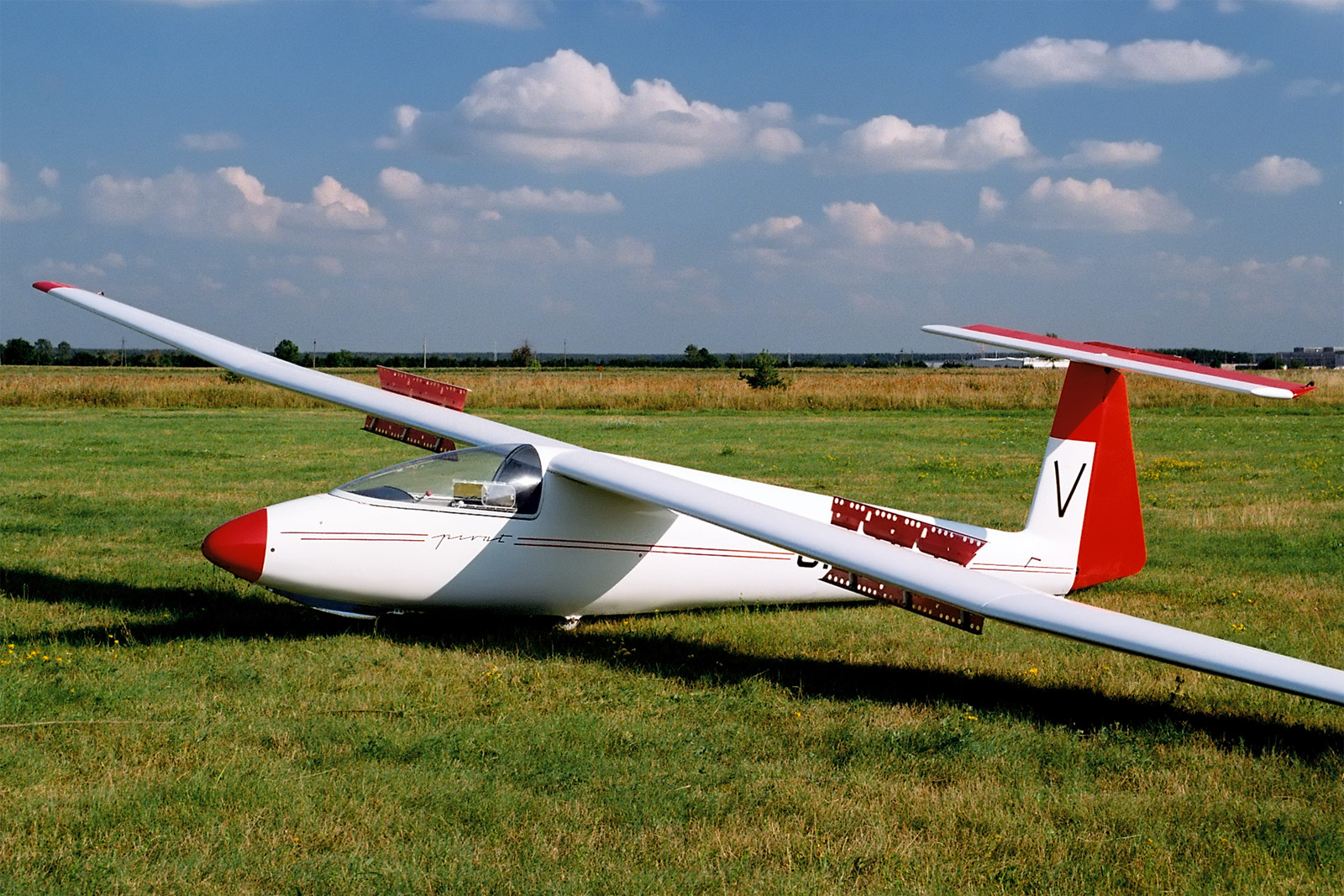
Szybowiec Pirat, typ na którym Sebastian Kawa zaczynał trening (1988) w samodzielnych lotach

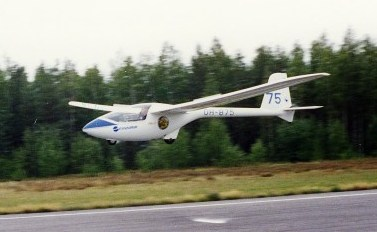
Szybowiec PW-5, typ na którym Sebastian Kawa zdobył pierwszy medal (brązowy) Mistrzostw Świata (1999) jako senior

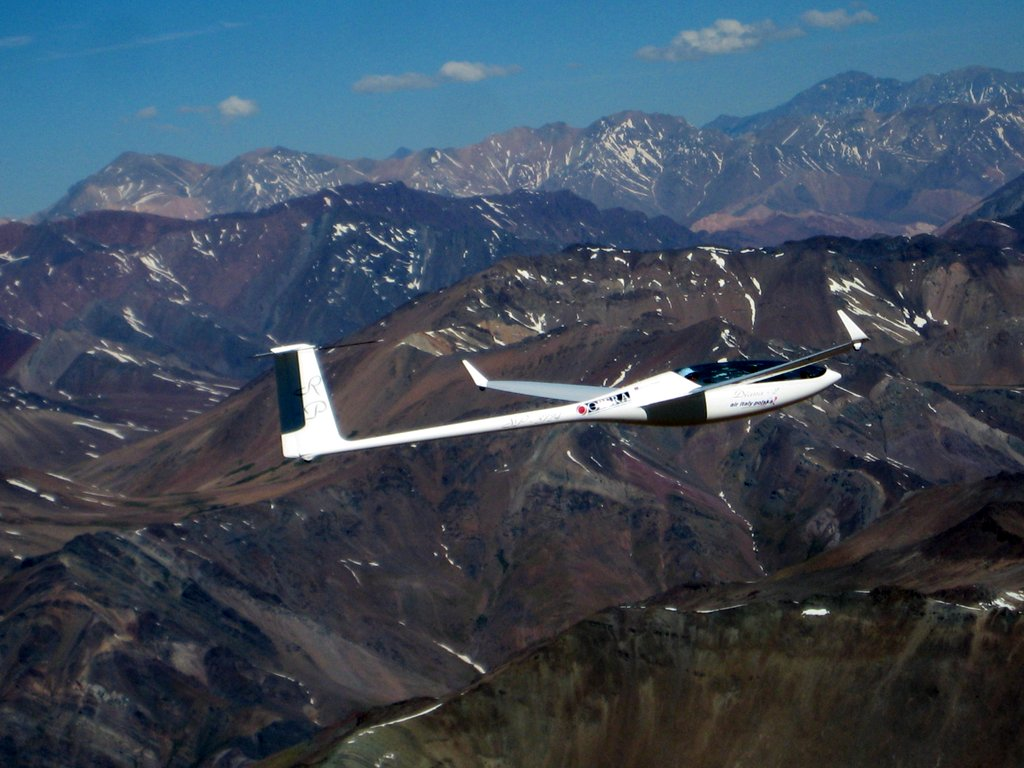
Szybowiec Diana 2, typ na którym Sebastian Kawa zdobył złoty medal Mistrzostw Świata 2012 w Uvalde

Rodzice Sebastiana Kawy (z zawodu lekarze) zamieszkali w Międzybrodziu Żywieckim, aby być jak najbliżej Górskiej Szkoły Szybowcowej „Żar”, z którą jego ojciec, Tomasz Kawa, związał się (społecznie) jako instruktor. Górska Szkoła Szybowcowa „Żar”, ośrodek założony w okresie międzywojennym, jest jedną z kolebek polskiego szybownictwa. Tomasz Kawa jest także zawodnikiem sportów szybowcowych (m.in. reprezentował – w tym samym zespole co syn – Polskę w Mistrzostwach Świata w Nitrze w 2003 roku).
Sebastian Kawa był wychowywany w środowisku szybowników Górskiej Szkoły Szybowcowej „Żar”, ale jego pierwszą aktywną działalnością sportową było żeglarstwo (klub sportowy „Neptun” przy Fabryce Samochodów Małolitrażowych). Od 8 do 18 roku życia był zawodnikiem w klasach Optymist, Cadet i 420. Jako żeglarz zdobył tytuły Mistrza Polski, wygrał Ogólnopolską Spartakiadę Młodzieży. Był też reprezentantem kraju w mistrzostwach Europy i świata. W swojej autobiografii Sebastian Kawa wspomina wręczenie mu pucharu przez księżną Dianę w czasie zawodów mistrzostw świata rozgrywanych na Morzu Irlandzkim. Podróże związane ze startami w zawodach żeglarskich kolidowały z zajęciami szkolnymi.
Koniec sportowej kariery żeglarskiej wymusiło osiągnięcie wieku 18 lat (limit dla zawodników klasy 420) i brak w macierzystym klubie (przemiany ustrojowe 1990 r., utrata patronatu FSM Bielsko Biała) sprzętu do startów dla zawodników powyżej tego wieku. Gdyby nie problem ze sprzętem, Sebastian Kawa startowałby w klasie olimpijskiej 470.
W wieku 16 lat (minimalny wymagany wiek) Sebastian Kawa uzyskał III klasę (podstawową) pilota szybowcowego. Przez kolejne 2 lata uprawia równolegle żeglarstwo i przechodzi przez kolejne etapy szkolenia pilota szybowcowego, zdobywając do lipca 1992 roku 200 godzin nalotu. W 1989 roku wykonuje na szybowcu Pirat zamknięty przelot 300 km – co jest jednym z trzech „diamentów” do Odznaki Szybowcowej. W latach 1990–1991 intensywnie trenuje na szybowcach Pirat, Junior, Foka, Cobra. W tym okresie zdobył doświadczenie i uprawnienia do wykonywania lotów chmurowych (tzn. bez widoczności, w trudnych warunkach turbulencji) i nocnych. Zaczął wykonywać loty wysokościowe. Był to także okres intensywnego treningu w przelotach. We wspomnieniach podkreśla rolę ojca w przekazywaniu mu wiedzy i doświadczeń niezbędnych do rywalizacji w tym sporcie.
Od 1992 roku bierze udział w zawodach coraz wyższej rangi. W swojej autobiografii bardzo ciekawie opisuje proces stopniowego gromadzenia doświadczenia i wiedzy pozwalającej stopniowo na rywalizację z czołówką światowych pilotów. W wielu miejscach jednak podkreśla nigdy nie dającą się wyeliminować do końca rolę przypadku, krzyżującego (czasem tragicznie) dokładne przygotowania i kalkulacje, w duchu kultowej w środowisku lotniczym książki Ernesta Ganna Los jest myśliwym.
Sebastian Kawa ukończył liceum w Żywcu i studia medyczne na Śląskiej Akademii Medycznej, uzyskał specjalizację (ginekologia i położnictwo) i pracuje zawodowo (etat do 2011, obecnie wolontariusz) w Szpitalu Ogólnym w Bielsku-Białej. Pracę tę podsumowuje: „Wydaje się, że wszystkie dzieci podejmują decyzję by rodzić się o północy”. Poza okresem zawodów, w wolnym czasie aktywnie uczestniczy w szkoleniu w Górskiej Szkole Szybowcowej „Żar”.
Jest żonaty, ma dwie córki.
Został członkiem honorowego komitetu poparcia Bronisława Komorowskiego przed wyborami prezydenckimi w Polsce w 2015 roku. W 2020 wziął udział w reklamie telewizyjnej banku Pekao SA.

## Zawodnik

### Droga rozwoju
Sebastian Kawa w książce „Niebo pełne Żaru” pisze, że dużą część podstawowych umiejętności potrzebnych do skutecznego konkurowania w szybownictwie zdobył w czasie „kariery” żeglarskiej (od 8 do 18 roku życia). Do takich umiejętności zalicza m.in. zrozumienie i wizualizację przepływu powietrza w obecności przeszkód terenowych i innych statków, sumienność i dokładność w przygotowaniu do konkurencji (kwestia sprzętu, zrozumienia formalnych przepisów specyficznych dla danych zawodów, poznania i zrozumienia terenu zawodów i zjawisk tam występujących) oraz ogólne psychiczne nastawienie wytrwałości w dążeniu do celu i odporności na przeciwności.
W tym samym źródle wspomina konieczność wielokrotnego ćwiczenia rozmaitych elementów techniki prowadzenia statku (wodnego czy powietrznego) niezbędnej do osiągnięcia perfekcji klasy mistrzowskiej. Wyraża opinię, że „1% różnicy w umiejętnościach niejednokrotnie decyduje czy zawodnik w ogóle liczy się w konkurencji, natomiast kolejność pierwszych trzech zawodników często zależy od czynników losowych”. Jednak wiele jego wspomnień pokazuje też, że w zawodach szybowcowych jest dużo miejsca na działania poza samą tylko perfekcyjną techniką i przygotowaniem do danych zawodów. We wspomnieniach z zawodów w Nowej Zelandii Kawa pisze „...samą tylko techniką nie mogłem liczyć na zwycięstwo przeciwko współzawodnikom na tym poziomie. Musiałem zrobić coś szalonego...”
W książce „Niebo pełne Żaru” Sebastian Kawa pisze o wadze pracy z kompetentnym trenerem w pełni poświęconym rozwojowi zawodnika. W żeglarstwie taką osobą był dla niego Zygmunt Leśniak, którego nazywa „Prawdziwy Trener” i pisze o nim m.in. „...nauczył mnie, że nie wolno odpuszczać...” Ilustracją tego podejścia był pierwszy wyścig w zawodach Grand Prix w Saint-Auban w 2005 roku. Lecąc w czołówce wyścigu Sebastian Kawa zauważa w górskiej bezludnej dolinie świeży wrak szybowca i „zatrzymuje się” na długi czas (krążąc) w celu przekazania informacji o wypadku i jego dokładnym położeniu służbom ratowniczym. Strata czasu tym spowodowana wydawała się kompletnie pozbawiać szans w tym wyścigu (wszyscy współzawodnicy daleko go wyprzedzili), tym niemniej Sebastian Kawa wyścig kontynuował, wygrywając go dzięki nieprawdopodobnemu połączeniu najwyższej jakości swojej maszyny (Diana 2), znajomości terenu, perfekcyjnej umiejętności latania w górach i korzystnemu dla siebie rozwojowi sytuacji meteorologicznej.

### Opinie o (braku) dopingu w sportach lotniczych
W swoich wypowiedziach (m.in. „Niebo pełne Żaru”) Sebastian Kawa (który jest lekarzem) porusza kwestię (nie)używania środków farmakologicznych i używek w gronie pilotów klasy mistrzowskiej. Zauważa znaczące odejście w środowisku pilotów od (niegdyś częstego) używania alkoholu (sam go w ogóle nie używa, m.in. ze względu na subtelny negatywny wpływ na działanie psychiki). Ocenia, że ponieważ wejście i utrzymanie się na poziomie mistrzowskim wymaga ponad 10 lat ciągłego treningu i najwyższej sprawności umysłowej, a same zawody wymagają pozostawania na jednolicie wysokim poziomie sprawności przez około 14 dni z rzędu, codziennie przez długie godziny, każdy stymulant czy inny środek farmakologiczny zwiększający sprawność miałby skutek odwrotny do zamierzonego. Jeżeli używany sporadycznie, nie przez cały okres zawodów, pogrążyłby pilota w okresie nieużywania poprzez efekty odstawienia („down”). Przy ciągłym używaniu
skutki uboczne takich preparatów (trwałe zmiany w kierunku chorób psychicznych) wyeliminowałyby pilota z drogi kariery. Sebastian Kawa twierdzi, że choć wiele razy zdarzało mu się przegrywać w zawodach, nie wierzy by kiedykolwiek – według niego – było to skutkiem jakiegokolwiek farmakologicznego dopingu stosowanego przez oponentów, co więcej sam nie wierzy by ktokolwiek z liczących się zawodników takie środki stosował.

### Podejście do ryzyka
W swoich wspomnieniach Sebastian Kawa dużo miejsca poświęca kwestii ryzyka w szybownictwie.
Pisze o różnych rodzajach ryzyka: ryzyko przegrania konkurencji, ryzyko uszkodzenia maszyny, ryzyko dla życia pilota. Podkreśla, że „ryzyko” bardzo zależy od umiejętności i przygotowania pilota, ale też że właśnie dlatego każdy pilot może i powinien świadomie znać i dostosowywać odpowiedni dla siebie i sytuacji margines bezpieczeństwa. Sebastian Kawa pisze, że pomimo całego profesjonalizmu pilotów, nigdy nie można zapominać o czynniku losu. Warto w tym kontekście „świadomego marginesu bezpieczeństwa” zwrócić uwagę na fakt, że jedyna od 10 lat „przegrana” Sebastiana Kawy w zawodach wysokiej rangi (MŚ Rieti 2008) miała miejsce w zawodach, gdzie zniszczone zostało 10% startujących szybowców (jest to wyjątkowa liczba, Sebastian Kawa nie miał wypadku w tych zawodach).

### Dominacja
Oby zawsze można było na podium wchodzić z własnym pucharem pod pachą i zabierać go z powrotem.

Od 2003 roku Sebastian Kawa zwyciężył w każdych zawodach (poza Mistrzostwami Świata klasy Standard w Rieti w 2008 roku) najwyższej rangi w których startował.
Jest znany z ponadprzeciętnej zdolności koncentracji na współzawodnictwie w czasie zawodów, dużej odporności psychicznej i koleżeńskiego podejścia do konkurentów. O jego odporności na stres, zdolności do koncentracji i optymalnego wykorzystywania doświadczenia można się przekonać patrząc na wyniki zawodów – jest regułą, że w kolejnych dniach, w miarę poznawania lokalnych warunków, zdobywa coraz lepsze miejsca, z reguły wygrywając w ostatnich konkurencjach, czasem decydujących o wyniku całych zawodów.
Przykładem odporności Sebastiana Kawy jako zawodnika były Otwarte Mistrzostwa Stanów Zjednoczonych w Uvalde w 2002 roku w klasie światowej (PW-5). Sebastian Kawa w ostatniej chwili przed zawodami, w wyniku niedotrzymania umów przez osoby trzecie, został pozbawiony szybowca zarejestrowanego do startu w tych zawodach, co uniemożliwiło mu uczestnictwo w pierwszych dwu dniach zawodów (0 punktów za 2 konkurencje). Sebastian Kawa uczestniczył w tych zawodach dopiero od trzeciego dnia, na pożyczonym szybowcu, który musiał przebazować (pilotując) z innego lotniska. Nastąpiło to tak późno, że tego (trzeciego) dnia konkurencji startował w wyścigu bezpośrednio (bez lądowania, odpoczynku, przygotowania taktycznego i meteorologicznego, dowiadując się o trasie wyścigu przez radio) kontynuując – za niechętną zgodą sędziego zawodów – lot przebazowujący przecięciem startu i wejściem na trasę konkurencji (szybowiec nie musi tankować paliwa). Tego dnia zajął drugie miejsce. W sumie zdobył wystarczającą ilość punktów (wygrywając z nieraz miażdżącą przewagą pięć na siedem konkurencji, w których startował), aby uplasować się na 2. miejscu w klasyfikacji końcowej.

## Obecne/ostatnie istotne zawody
Sebastian Kawa zdobył tytuł Mistrza Europy w Klasie 18m w 17. Szybowcowych Mistrzostwach Europy w Vinon-sur-Verdon.
- Dzień 1: późny start (4 po południu do zadania 400 km, 50 minut po konkurentach) z niskiej (600m niżej od konkurentów) wysokości z powodu bardzo złej termiki w rejonie lotniska. Dzień uratowany bardzo dobrym lotem w drugiej połowie zadania (4. miejsce)[26].
- Dzień 2: wymagające zaawansowanej wiedzy/doświadczenia warunki na początku zadania (bezchmurna fala podinwersyjna) wykorzystane tylko przez część zawodników. Głębokie wejścia w strefy AAT (druga długość dnia) dały Sebastianowi drugie miejsce[26].
- Dzień 3: zdecydowane zwycięstwo (ponad 10 minut przed następnym zawodnikiem i dotychczasowym liderem Didlerem Hausem) w locie przed peletonem. Teoretyczna przewaga francuskich pilotów wynikająca z ich szczegółowej znajomości lokalnych prądów powietrznych została prawdopodobnie obrócona przeciwko nim na skutek nietypowej (mokrej) pogody. Wyjście na prowadzenie w klasyfikacji ogólnej[26].
- Dzień 4: solidna wygrana (w czasie 5 minut krótszym od reszty zawodników) po początkowym gonieniu peletonu. Francuscy współzawodnicy wykorzystali kłopot Sebastiana ze zdobyciem wysokości na starcie i odeszli z 5 minutowym prowadzeniem. Sebastianowi udało się utrzymać kontakt wzrokowy i dogonił ich w wyższych partiach Alp, gdzie skumulowane doświadczenie i umiejętności pilotów zapewniły szybki lot całej grupie razem. Na dolocie Sebastian próbował się oderwać, ale przeciwnicy lepiej znali teren i cała grupa skończyła razem[26].
- Dzień 5: wygrana w czasie bliskim do minimalnego. Słaba, zmienna i nieprzewidywalna pogoda. Relacja Sebastiana sugeruje duży czynnik losowy i ważność wykorzystania do maksimum każdej szansy – uzyskał istotną przewagę nad dużą częścią peletonu dzięki niewielkiej przewadze wysokości która umożliwiła mu prosty lot w miejscu gdzie pozostali byli zmuszeni omijać (brak wysokości) rozległe wzniesienie. Didier Hauss wszedł dużo dalej w obszary AAT wykorzystując znajomość terenu, ale obróciło się to przeciw niemu przez pogarszającą się pogodę[26].
- Dzień 6: wyścig w górach i deszczu. Sebastian ostatni spośród tych co ukończyli trasę, ponad 30 minut po reszcie. Trudny dzień, połowa zawodników nie ukończyła. Miejscami decyzja walki o dobre miejsce oznaczała zdawanie się na los, z ryzykiem nieukończenia trasy i przymusowego lądowania w górach. Utrata prowadzenie w klasyfikacji generalnej[25][26].
- Dzień 7: drugie miejsce w nieprzewidywalnej pogodzie. Jeden z zawodników zginął rozbijając szybowiec w górach. Ostatni zawodnik na mecie prawie 2 godziny po reszcie, około zachodu słońca[25][26].
- 17 czerwca: dzień bez wyścigu z powodu śmiertelnego wypadku w dniu poprzednim[26].
- 18 czerwca: wyścig w tym dniu odwołany w klasach 15 m i 18 m, otwarta rozegrane 200 km[25].
- 19 czerwca: wyścig w tym dniu odwołany[25]
- Dzień 8: trzeci, ale wyjście na prowadzenie w generalnej dzięki jeszcze słabszemu (ósmy) wynikowi Didiera Haussa. Hauss zaryzykował i zrestartował przelot w połowie pierwszej próby, mając nadzieję na lepszy wynik dzięki poprawie pogody[26].
- Dzień 9: czwarty, co zapewniło tytuł. Obaj prowadzący w tabeli (Kawa i Hauss) polecieli samotnie i agresywnie (nie próbowali bronić swoich pozycji lecąc w peletonie). Dla obu zaowocowało to trudnościami, ale Hauss miał większe (przymusowe lądowanie na innym lotnisku) co pozbawiło go pozycji medalowej[24].

### 2013
17. Szybowcowe Mistrzostwa Europy FAI (5 do 20 lipca 2013 w Ostrowie Wielkopolskim, lotnisko Michałków)
Sebastian Kawa obronił tytuł Mistrza Europy w klasie Standard zdobyty w 2011 roku.
- Dzień 1: Sebastian Kawa zajął 1. miejsce, Christophe Cousseau (Francja) drugie. Jest to dokładnie medalowa kolejność ME sprzed miesiąca w klasie 18m.
- Dzień 2: polski zespół lecąc najdłuższą (w porównaniu do oponentów) trasą zadania AAT zdobył miejsca 1-3 (Sebastian Kawa, Paweł Wojciechowski, Łukasz Wójcik). Zespół utrzymał się razem i wygrał (trasa 458 km) lecąc na dwu różnych typach szybowców (Discus2a/ax i LS8)[28].
- Dzień 3: powtórka dnia poprzedniego (miejsca 1-2-3 polskiego zespołu) z tym że Paweł Wojciechowski i Łukasz Wójcik zamienili się miejscami. Sebastian Kawa prowadzi w klasyfikacji ogólnej (Standard) z maksymalnym możliwym wynikiem 3000 pkt za 3 dni[28].
- Dzień 4: drugie miejsce z 999 punktami z powodu przegrania o 7 sekund (na trasie 438 km) ze zwycięzcą, Łukaszem Wójcikiem. Polski zespół znowu zajął 3 pierwsze pozycje. Utrzymuje pierwszą pozycję w klasyfikacji generalnej[28].
- Dzień 5: drugie miejsce za Radkiem Krejcirikiem z Czech. Polski zespół utrzymuje trzy pierwsze pozycje w klasyfikacji generalnej, z Sebastianem Kawą na czele[28].
- Dzień 6: drugie miejsce za Peterem Millenaarem (Holandia)[28].
- Dzień 7: pierwsze[28].
- Dzień 8: drugie (polscy piloci w klasie Standard zajęli 3 pierwsze miejsca)[28].
- Dzień 9: trzynaste. Sebastian Kawa otarł się o porażkę (był bliski – jak zdarzyło się połowie rywali – niedolecenia do mety). Utrzymana pierwsza pozycja w generalnej[28].
- Dzień 10: piętnaste. Późny start z powodu problemów z instrumentami, część konkurentów zdołała wcześniej wykorzystać fenomen noszenia falowego – rzadkiego zjawiska w tej części Polski. Utrzymane prowadzenie i złoty medal Mistrzostw[28].

## Himalaya Gliding Project
Sebastian Kawa zaangażowany jest w Himalaya Gliding Project – projekt rekonesansu szybowcowego w Himalajach, który ma odbyć się w końcu roku 2013.
Projekt ma na celu poznanie praktycznych warunków uprawiania szybownictwa w rejonie najwyższych szczytów górskich. W ramach projektu podjęte zostaną próby pierwszych w historii lotów szybowcowych w pobliżu i ponad nepalskimi ośmiotysięcznikami.

### Pionierski lot w Himalajach
19 grudnia 2013 roku Sebastian Kawa za sterami szybowca Schleicher ASH 25Mi wykonał zapoznawczy lot, startując z lotniska komunikacyjnego w Pokharze. W czasie kilkudziesięciominutowego lotu odbywającego się w małej widoczności dokonano przelotu nad szczytem Sarangkot.

### Lot nad Annapurną
Dnia 21 grudnia odbył się lot, podczas którego dokonano przelotu nad najwyższymi szczytami masywu Annapurny na wysokości do 9600 m n.p.m. Start odbył się z lotniska w Pokharze, przy użyciu własnego napędu szybowca, a następnie skierowano się w kierunku Green Wall. W kolejnej fazie lotu, wykorzystując żagiel chmurowy oraz rotory, skierowano się nad szczyt Annapurna. Przy wykorzystaniu wiatru osiągającego 180 km/h przekroczono prędkość 400 km/h względem ziemi.
Następnie dokonano oblotu wierzchołków Annapurna Południowa i Annapurna I, po czym podjęto decyzję o powrocie na lotnisko. Manewr podchodzenia do lądowania, który wiązał się z otwarciem pełnych hamulców w celu obniżenia wysokości rozpoczęto 36 km od pasma gór.

### Lot nad K2
20 lipca 2024, Sebastian Kawa oraz Sebastian Lampart z tego samego aeroklubu, jako pierwsi ludzie przelecieli szybowcem nad ośmiotysięcznikiem K2.

## Najważniejsze osiągnięcia
| Nazwa zawodów                                      | Miejsce                | Rok  | Klasa                        | Szybowiec   | Miejsce    |
| -------------------------------------------------- | ---------------------- | ---- | ---------------------------- | ----------- | ---------- |
| Mistrzostwa świata                                 | Leszno                 | 1999 | Światowa                     | PW-5        | Brąz       |
| Mistrzostwa świata / 2. Światowe Igrzyska Lotnicze | Lillo                  | 2001 | Światowa                     | PW-5        | Brąz       |
| Mistrzostwa świata                                 | Nitra                  | 2003 | Światowa                     | PW-5        | Złoto      |
| Mistrzostwa świata                                 | Elverum                | 2004 | Klub                         | Brawo       | Złoto      |
| Mistrzostwa świata                                 | St. Auban              | 2005 | wyścigi (Grand Prix)         | Diana 2     | Złoto      |
| Mistrzostwa Europy                                 | Nitra                  | 2005 | Klub                         | Brawo       | Złoto      |
| Mistrzostwa świata                                 | Vinon-sur-Verdon       | 2006 | Klub                         | Brawo       | Złoto      |
| Mistrzostwa Europy                                 | Pociunai               | 2007 | Klub                         | Brawo       | Złoto      |
| Mistrzostwa świata                                 | Omarama                | 2007 | wyścigi (Grand Prix)         | Diana 2     | Złoto      |
| 4. Światowe Igrzyska Lotnicze                      | Turyn                  | 2009 | wyścigi (Grand Prix)         | Diana 2     | Złoto      |
| Mistrzostwa świata                                 | Santiago               | 2010 | wyścigi (Grand Prix)         | Diana 2     | Złoto      |
| Mistrzostwa świata                                 | Prievidza              | 2010 | Standard                     | Discus 2    | Złoto      |
| Mistrzostwa Europy                                 | Nitra                  | 2011 | Standard                     | Discus 2a   | Złoto      |
| Mistrzostwa świata                                 | Uvalde                 | 2012 | 15m                          | Diana 2     | Złoto      |
| Mistrzostwa świata                                 | Adolfo Gonzales Chaves | 2013 | Standard                     | Discus 2a   | Złoto      |
| Mistrzostwa Europy                                 | Vinon-sur-Verdon       | 2013 | 18m                          | ASG 29      | Złoto      |
| Mistrzostwa Europy                                 | Ostrów Wielkopolski    | 2013 | Standard                     | Discus 2a   | Złoto      |
| Mistrzostwa świata                                 | Sisteron               | 2014 | wyścigi (Grand Prix)         | Diana 2     | Srebro     |
| Mistrzostwa świata                                 | Räyskälä               | 2014 | Standard                     | Discus 2a   | Srebro     |
| Mistrzostwa świata                                 | Leszno                 | 2014 | 15m                          | Diana 2     | Złoto      |
| Mistrzostwa Europy                                 | Őcsény                 | 2015 | 18m                          | ASG 29      | Złoto      |
| Mistrzostwa świata                                 | Varese                 | 2015 | wyścigi (Grand Prix)         | ASG 29      | Brąz       |
| 5. Światowe Igrzyska Lotnicze                      | Dubaj                  | 2015 | szybowcowy wyścig równoległy | Discus 2C   | Złoto      |
| Mistrzostwa świata                                 | Benalla                | 2017 | 15m                          | Diana 2     | Złoto      |
| Mistrzostwa świata                                 | Szatymaz               | 2017 | 13,5m                        | GP-14 VELO  | Złoto      |
| Mistrzostwa Europy                                 | Moravská Třebová       | 2017 | dwumiejscowy                 | ASG-32 Mi   | Złoto      |
| Mistrzostwa świata                                 | Vitacura               | 2018 | wyścigi (Grand Prix)         | JS1C-EVO    | Złoto      |
| Mistrzostwa świata                                 | Ostrów Wielkopolski    | 2018 | 15m                          | ASG 29      | Złoto      |
| Mistrzostwa świata                                 | Hosin                  | 2018 | 20m                          | ASG 32 Mi   | Złoto      |
| Mistrzostwa Europy                                 | Stalowa Wola           | 2019 | 18m                          | Diana 3     | Złoto      |
| Mistrzostwa świata                                 | Cerdanya               | 2019 | wyścigi (Grand Prix)         | JS3         | Srebro     |
| Mistrzostwa Europy                                 | Prievidza              | 2019 | 15m                          | Diana 2     | Złoto      |
| Mistrzostwa świata                                 | Montluçon-Guéret       | 2021 | 15m                          | Diana 2     | Złoto      |
| Mistrzostwa świata                                 | Sait Auban             | 2021 | 15m                          | AS 33       | Złoto [57] |
| Mistrzostwa Europy                                 | Pociunai               | 2022 | 15m                          | Diana 2-FES | Złoto      |
| Mistrzostwa świata                                 | Narromine              | 2023 | 15m                          | Diana 2-FES | Złoto      |

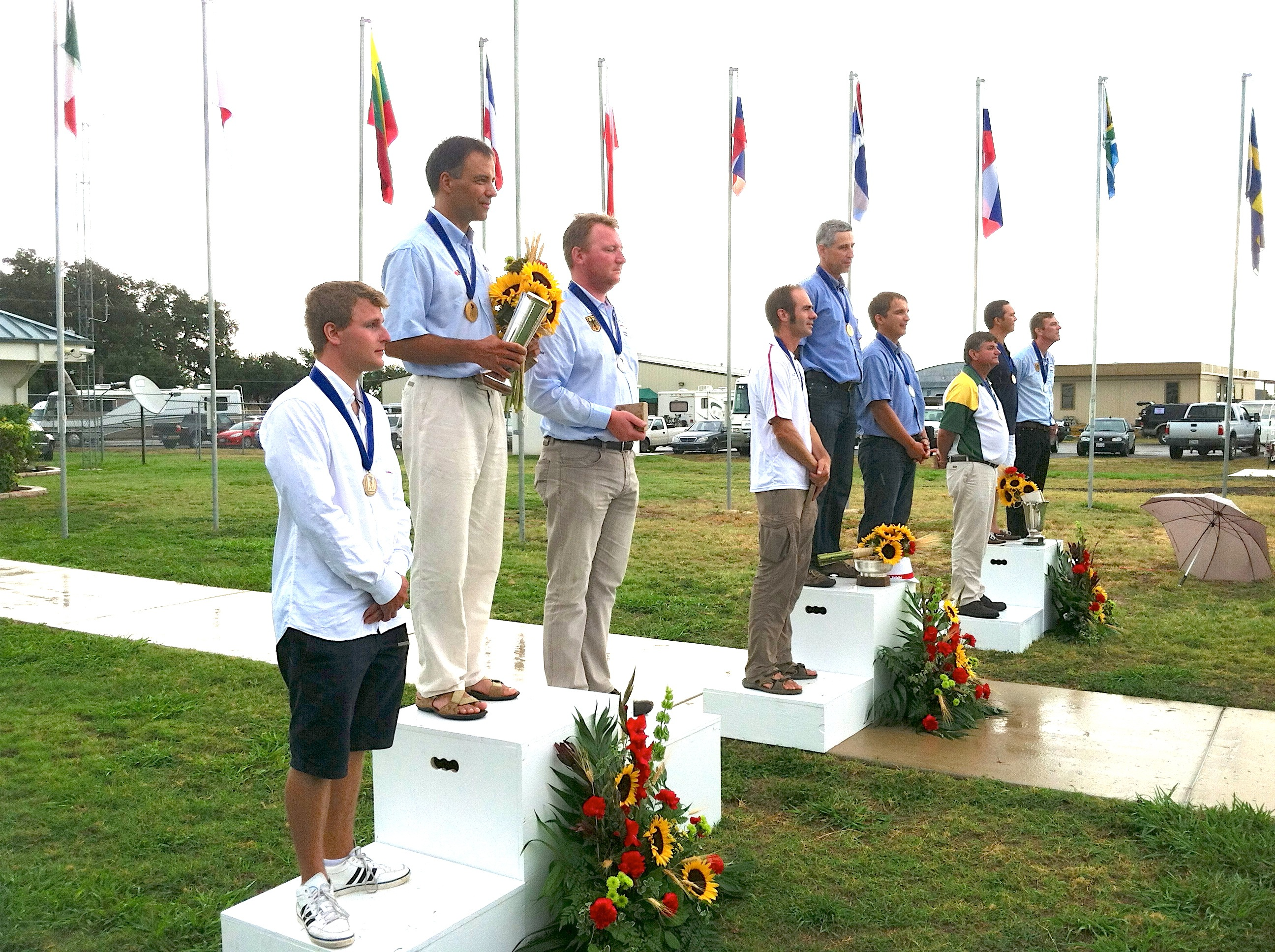
Ceremonia medalowa Uvalde 2012, Sebastian Kawa jest drugi od lewej

Wygrywając Mistrzostwa Świata w 2012 Sebastian Kawa pobił poprzedni rekord Ingo Rennera z Australii w liczbie zwycięstw konkurencji przelotowych na mistrzostwach świata.

## Publikacje książkowe
- Polskie Szybowce 1945-2011. Problemy rozwoju, praca zbiorowa pod redakcją Andrzeja Glassa i Tomasza Murawskiego, SCG, Bielsko-Biała 2012, ISBN 978-83-932826-0-9. (Współautor). Encyklopedia polskich konstrukcji szybowcowych oraz słownik biograficzny konstruktorów i pilotów doświadczalnych. Podrozdziały w formie opisów, wspomnień, esejów.
- Niebo pełne Żaru, SCG, Bielsko-Biała 2012, ISBN 978-83-932826-1-6. Wywiad-rzeka (część 1) i poradnik pilotażu (część 2).
- Sky full of heat (angielskie tłumaczenie książki Niebo pełne Żaru), ELAY-SCG, Bielsko-Biała 2012, ISBN 978-1481147354.
- Vom Feuerberg an die Weltspitze (niemieckie tłumaczenie książki Niebo pełne Żaru), ELAY-SCG, Bielsko-Biała 2013, ISBN 978-1490411941.
- Moje skrzydła. Drugi znaczy ostatni, ELAY-SCG, Bielsko-Biała 2013, ISBN 978-83-932826-2-3. Wywiad-rzeka pierwotnie opublikowany jako 1. część książki Niebo pełne Żaru w samodzielnym tomie po znaczących zmianach redakcyjnych, opatrzony słowniczkami terminów lotniczych i żeglarskich.
- SZYBOWCE – Historia rozwoju, autor Andrzej Glass, ELAY-SCG, Bielsko-Biała – Warszawa 2016, ISBN 978-83-932826-7-8 (Autor posłowia)

## Odznaczenia i wyróżnienia
- Krzyż Kawalerski Orderu Odrodzenia Polski (2013.11.04)[48] wręczony rok po nadaniu, osobiście przez prezydenta Bronisława Komorowskiego w Święto Niepodległości dn. 11.11.2014 r.[49]
- Złoty Krzyż Zasługi (2008.10.08)[50] wręczony osobiście przez prezydenta Lecha Kaczyńskiego w dn. 11.10.2008 r.
- Srebrny Krzyż Zasługi (2004.11.04)[51]
- Medal Tańskiego (za rok 2009)[52]
- Złota Odznaka Szybowcowa z Trzema Diamentami
- Nominacja do tytułu Sportowca Roku 2012 w 78. Plebiscycie Przeglądu Sportowego[53] – w którym uzyskał 14. miejsce (51 412 punktów względem 278 546 dla 1. miejsca)[54]
- Nominacja do tytułu Sportowca Roku 2013 w 79. Plebiscycie Przeglądu Sportowego[55]
- Wielka Honorowa Nagroda Sportowa za 2013 rok[56]
- Nagroda Kolosa za rok 2014 w kategorii wyczyn roku za pierwszy w historii przelot szybowcem nad Himalajami[57]
- Złoty Medal FAI (2024) - przyznawany przez Międzynarodową Federację Lotniczą za wybitne osiągnięcia w lotnictwie. Sebastian Kawa jest pierwszym Polakiem który otrzymał ten medal[58]

## Sponsorzy
Szybownictwo jak dotąd nie przyciąga znaczących funduszy od reklamodawców. Paradoksalnie, pomimo braku statusu „sportu olimpijskiego” (szybownictwo miało zostać sportem olimpijskim na olimpiadzie 1940 roku, przeszkodziła wojna) jest to jedna z niewielu niesprofesjonalizowanych dyscyplin sportu. Dla zawodników (nie tylko w Polsce), nawet na najwyższym światowym poziomie, istotnym problemem jest samo uczestniczenie w zawodach (sprzęt, transport, opłaty) czy wyrównanie strat zarobków (np. konieczne urlopy bezpłatne) w „normalnej” pracy. Koszty sprzętu są najczęściej pokrywane ze środków prywatnych i/lub przez aerokluby narodowe (czyli m.in. ze składek członków). Konsekwentnym sponsorem kariery zawodniczej Sebastiana Kawy i ogólnie lokalnym promotorem sportu i przemysłu lotniczego jest samorząd Bielska-Białej.